# Andrzej Jagodziński (tłumacz)

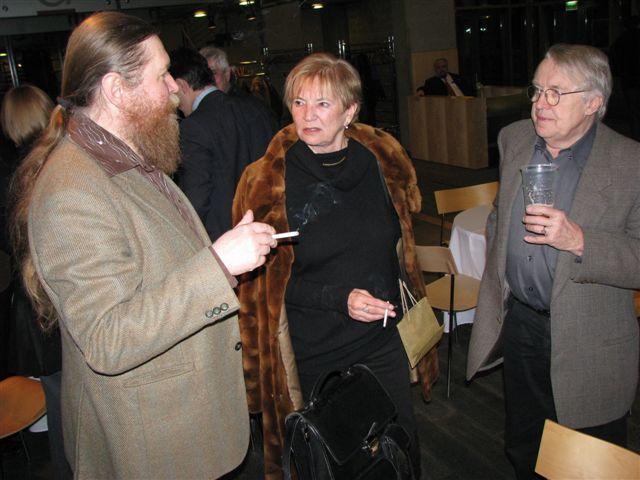
Andrzej Jagodziński, Jelena Mašínová, Pavel Kohout w Warszawie (2008)

Andrzej Sławomir Jagodziński (ur. 16 stycznia 1954 we Włocławku) – filolog czeski i słowacki, tłumacz literacki, dyplomata, publicysta, redaktor, dziennikarz.

## Życiorys
Absolwent filologii czeskiej i słowackiej na Uniwersytecie Warszawskim (1978). W drugim obiegu publikował pod nazwiskiem i pseudonimami Beata Rój-Porubska, Tomasz Robiński, Andrzej Iwan i in.. Współpracował z czechosłowacką sekcją Radia Wolna Europa, czasopismem „Svědectví”, „Rozmluvy” i „Obrys”. Pośredniczył między polskimi opozycjonistami a środowiskiem Karty 77. W latach 1984–1989 redaktor czasopisma „Wezwanie”. Po 1989 korespondent „Gazety Wyborczej” w Pradze i Bratysławie, członek zespołu redakcyjnego miesięcznika „Gazeta Środkowoeuropejska”, dyrektor Instytutu Polskiego w Pradze i radca kulturalny ambasady RP w Pradze (1996–2001), dyrektor Festiwalu Wyszehradzkiego, w latach 2003–2006 dyrektor Międzynarodowego Funduszu Wyszehradzkiego, ekspert ds. promocji Międzynarodowego Funduszu Wyszehradzkiego, ekspert ds. ekspansji mBanku na rynek czeski i słowacki, redaktor Literatury na Świecie (2007–2009), od 2010 do 2015 I radca ambasady RP w Bratysławie i dyrektor Instytutu Polskiego w Bratysławie.
Jest członkiem Stowarzyszenia Autorów ZAiKS, Polskiego PEN Clubu, należał także do Stowarzyszenia Pisarzy Polskich do sierpnia 2020 roku.

## Ważniejsze publikacje książkowe
- Andrzej Sławomir Jagodziński: Banici. Rozmowy z czeskimi pisarzami emigracyjnymi.. Kraków: Oficyna Literacka, 1988. Brak numerów stron w książce
- The Visegrad Group – a Central European Constellation. Andrzej Jagodziński (red.). Bratysława: IVF i IAM, 2006. ISBN 80-969464-7-1. (ang.). Brak numerów stron w książce

## Ważniejsze tłumaczenia książkowe
- Havel Václav, „Spiskowcy i inne utwory dramatyczne”, NOWA, Warszawa 1982
- Havel Václav, „Largo desolato/Kuszenie”, NOWA, Warszawa 1987
- Havel Václav, „Teatr”, Pomorze, Bydgoszcz 1991
- Havel Václav, „Tylko krótko, proszę”, Znak, Kraków 2007
- Havel Václav, „Siła bezsilnych i inne eseje”, Agora, Warszawa 2011 (wybór oraz przekład znacznej części tekstów)
- Havel Václav, „Opera żebracza”, Agora, Warszawa 2011
- Havel Václav, „Zmieniać świat. Eseje polityczne”, Agora, Warszawa 2012 (wybór oraz przekład znacznej części tekstów)
- Havel Václav, „Letnie rozmyślania”, Krytyka Polityczna, Warszawa 2012
- Havel Václav, „Obywatel kultury”, Agora, Warszawa 2016 (wybór oraz przekład znacznej części tekstów)
- Havel Václav, „Utwory sceniczne”, Krytyka Polityczna, Warszawa 2016 (wybór oraz przekład większości tekstów)
- Mlynář Zdenĕk, „Perspektywy i konsekwencje „normalizacji” w Polsce”, Biblioteka Tygodnika Wojennego, Warszawa 1982
- Kohout Pavel, „Degrengolada”, Przedświt, Warszawa 1988
- Kundera Milan, „Księga śmiechu i zapomnienia”, Przedświt, Warszawa 1984; PIW, Warszawa 1993, 1998, 2004; WAB 2013 (I część – tłum. P. Godlewski, II–VII część – tłum. ASJ)
- Hrabal Bohumil, „Kim jestem”, CIS/Marabut, Warszawa/Gdańsk 1994
- „Bez nienawiści” – antologia czeskiej literatury niezależnej (wybór oraz przekład znacznej części tekstów), Krąg, Warszawa 1982,
- Štěpan Ludvík, „Znak brzozy”, KAW, Warszawa 1987
- Seifert Jaroslav, „Trzy krótkie opowiadania o książkach”, Tow. Przyjaciół Książki, Wałbrzych 1988
- Tomek Lubomír, „Różne kształty miłości”, Czytelnik, Warszawa 1988,
- Kopecky Jan, „Czeski teatr wiejski – przyczynek do historii teatru ludowego XVIII–XIX wieku, PWN, Warszawa 1989,
- „Czas i śmierć” – antologia czeskich opowiadań grozy z XIX i początku XX wieku (wybór oraz przekład znacznej części tekstów), MAW, Warszawa 1989
- Škvorecký Josef, „Wyjątki z autosztambucha”, PoMost, Warszawa 1988 (Wspólnie z Janem Stachowskim)
- Škvorecký Josef, „Batalion czołgów”, Pogranicze, Sejny 2004; Agora, Warszawa 2011
- Škvorecký Josef, „Przypadki inżyniera ludzkich dusz”, Pogranicze, Sejny 2008; Wydawnictwo Dowody na Istnienie, Warszawa 2017
- Škvorecký Josef, „Scherzo capriccioso”, Książkowe Klimaty, Wrocław 2016
- Škvorecký Josef, „Wszyscy ci wspaniali chłopcy i dziewczyny (Osobista historia czeskiego kina”, Pogranicze, Sejny 2018
- Škvorecký Josef, „Cud”, Pogranicze, Sejny 2018
- Škvorecký Josef, „Gorzki świat”, Czarne, Wołowiec 2020 (wspólnie z Janem Stachowskim)
- Mitana Dušan, „Nocne wiadomości” (wybór opowiadań, wspólnie z Józefem Waczkowem), Świat Literacki, Warszawa 1994
- Dagan Avigdor (Viktor Fischl), „Opowieści jerozolimskie”, Świat Literacki, Warszawa 2000
- Chalupecký Jindřích, „Jakub Deml” (w: Jakub Deml, „Zapomniane światło”), Czarne, Wołowiec 2000,
- Kosatík Pavel, „Olga Havlova – Opowieść o niezwykłym życiu”, Rosner&Wspólnicy, Warszawa 2003,
- Liehm Antonín J. – „Filmy pod specjalnym nadzorem”, Numer specjalny pisma „Film na Świecie” 404/2003, Warszawa 2003,
- „W roli głównej Ferdynand Waniek” – antologia sztuk czeskich dysydentów, Atut, Wrocław 2008 („Audiencja”, „Wernisaż” i „Protest” V. Havla oraz „Atest” i „Degrengolada” P. Kohouta – tłum. ASJ)
- Nr. 3–4/2007 (Josef Škvorecký) oraz 11–12/2008 (Ota Filip, Jiří Gruša i Libuše Moníková) pisma „Literatura na Świecie” – opracowanie koncepcji numerów oraz przekład dużej części tekstów,
- „Opowiadacze – nie tylko Hrabal” – antologia czeskich opowiadań (wspólnie z Janem Stachowskim), Wydawnictwo Literackie, Kraków 2012.[10]
- Hostovský Egon, „Zaginiony”, Książkowe Klimaty, Wrocław 2016
- Jiří Gruša, „Czechy. Instrukcja obsługi”, Międzynarodowe Centrum Kultury, Kraków 2018
- Jiří Gruša, „Życie w prawdzie, czyli kłamstwa z miłości”, Pogranicze, Sejny 2020
- Martin M. Šimečka, „Słowacja. Dzieje obojętności”, Universitas, Kraków 2019
- Josef Formánek, „Mówić prawdę”, Krytyka Polityczna, Warszawa 2019

## Ordery i odznaczenia
- Krzyż Oficerski Orderu Odrodzenia Polski (2007)[11]
- Srebrny Medal „Zasłużony Kulturze Gloria Artis” (2013)[12]
- Odznaka „Zasłużony Działacz Kultury”[4]
- Medal Jana Masaryka (Czechy)[4]

## Nagrody
- Literacka Nagroda Europy Środkowej Angelus (za tłumaczenie z czeskiego książki Josefa Škvoreckiego „Przypadki inżyniera ludzkich dusz”) (2009)[13]
- Nagroda im. Jiřího Theinera (za wybitne zasługi w propagowaniu literatury czeskiej za granicą) (2011)[14]
- Gratias Agit (Czechy, 2013)[15]
- Nagroda im. Václava Buriana(inne języki) (2018)[16]
- Nagroda „Literatury na Świecie” (2018)[17]
- Nagroda 100-lecia ZAiKS-u (2022)[18]
- Nagroda „Magazynu Literackiego KSIĄŻKI” (2023)[19]